# Villarrubia de Santiago
Villarrubia de Santiago község Spanyolországban, Toledo tartományban. Villarrubia de Santiago Noblejas, Colmenar de Oreja, Villarejo de Salvanés, Santa Cruz de la Zarza és Villatobas községekkel határos. Lakosainak száma 2559 fő (2024).

## Népesség
A település népessége az utóbbi években az alábbiak szerint változott:
| Lakosok száma | 2865 | 2851 | 2886 | 2936 | 2799 | 2716 | 2588 | 2536 | 2509 | 2559 |
|               | 2001 | 2004 | 2007 | 2009 | 2012 | 2014 | 2017 | 2019 | 2022 | 2024 |